# Pařížské hrabství

Znak pařížských hrabat

Pařížské hrabství (francouzsky Vicomté de Paris) je historické území na území dnešní Francie s titulem hrabství zřízené franskými králi jako správní celek na území zhruba 2500 km2 v okolí Paříže, tehdy nazývané Lutetia. Nositeli titulu byli postupně členové několika rodin franské šlechty. Když hrabství připadlo do rukou krále, titul i správní jednotka na počátku 11. století zanikly. Od 19. století titul hraběte pařížského užívají pretendenti o trůn z královského rodu Bourbon-Orléans.

## Nositelé titulu
- Erchambald, hrabě pařížský kolem roku 665
- Gairin, hrabě pařížský kolem 679
- Griffon († 753), hrabě pařížský na konci 7. století

Girardové
- Gérard I. († 779), hrabě pařížský
- Étienne Pařížský († 811/815), hrabě pařížský
- Bégon I. († 816), hrabě pařížský
- Leuthard I. († 816), hrabě pařížský
- Gérard II. († 874), hrabě pařížský
- Leuthard II. Pařížský († 858), hrabě pařížský

Welfové
- Konrad I. Burgundský († po 862), hrabě pařížský
- Konrad († 882), hrabě pařížský

Girardové
- Adalhard Pařížský († kolem 890), hrabě pařížský

Robertovci
- Odo Pařížský († 898), hrabě pařížský, později západofranský král
- Robert I. († 923), markrabě Neustrie, hrabě pařížský, hrabě v Blois, Angers, Tours a Orléans, potom západofranský král
- Hugo Veliký († 956), hrabě pařížský

Kapetovci
- Hugo Kapet († 996), hrabě pařížský, později francouzský král

Bourchardové
- Bourchard I. († 1007), hrabě pařížský, hrabě v Melun, Vendôme a Corbeil

Vévodové z Orléans
- Louis Philippe d'Orléans, hrabě pařížský (1838-1894)
- Henri d'Orléans, hrabě pařížský (1926-1999)
- Henri, hrabě pařížský, hrabě pařížský, vévoda francouzský (1999-2019)
- Jean, hrabě z Paříže, hrabě pařížský (od 2019)